# Saikaansaari
Saikaansaari är en halvö i Finland. Den ligger i sjön Rautjärvi och i kommunen Kouvola i den ekonomiska regionen  Kouvola ekonomiska region  och landskapet Kymmenedalen, i den södra delen av landet, 130 km nordost om huvudstaden Helsingfors.